# 藤井総四郎
藤井 総四郎（ふじい そうしろう、1916年5月27日 - 2010年12月17日）は、日本の経営者。不二家社長、会長を務めた。神奈川県横浜市出身。

## 経歴・人物
1940年に慶應義塾大学経済学部経済学科を卒業し、同年に不二家に入社。専務を経て、1969年から1985年までに社長を務めた。
2010年12月17日肺気腫のために死去。94歳没。